# Dutch Caribbean Exel
DutchCaribbeanExel war eine niederländische Ferienfluggesellschaft mit Sitz in Amsterdam und Basis am Flughafen Amsterdam Schiphol. Die Fluggesellschaft führte für eine Reihe von Reiseunternehmen Ferienflüge in die Karibik durch.

## Geschichte
DutchCaribbeanExel wurde 2004 gegründet und nahm am 15. Juli 2004 den Betrieb auf, sie war damals die einzige Fluggesellschaft in Sint Maarten. Anfangs war der Hauptsitz in Philipsburg auf Sint Maarten, dann in Amsterdam. Die Fluggesellschaft verband den Flughafen Amsterdam Schiphol mit den Flughäfen auf den Niederländischen Antillen und war zu 100 % im Besitz der ExelAviationGroup. Im Februar 2005 wurde der Betrieb eingestellt, als die ExelAviationGroup Insolvenz anmeldete. Im Dezember 2005 wurde das Unternehmen liquidiert und KLM kaufte die Lizenzrechte für DutchCaribbeanExel.

## Flotte
Im April 2005 bestand die Flotte der DutchCaribbeanExel aus einem Flugzeug:
| Flugzeugtyp      | Anzahl | bestellt | Luftfahrzeugkennzeichen | Bemerkungen | Sitzplätze |
| ---------------- | ------ | -------- | ----------------------- | ----------- | ---------- |
| Boeing 767-300ER | 1      |          | PH-AHQ                  |             | 295        |